# Xysticus subjugalis
Xysticus subjugalis is een spinnensoort uit de familie van de krabspinnen (Thomisidae).
De wetenschappelijke naam van de soort werd in 1906 gepubliceerd door Embrik Strand.

## Ondersoorten
- Xysticus subjugalis subjugalis
- Xysticus subjugalis nigerrimus Caporiacco, 1941[1]